# Tetiteris
Els tetiteris (Tethytheria, 'bèsties de Tetis' en llatí) formen un tàxon de mamífers que agrupa els ordres dels proboscidis i dels sirenis. També inclou l'ordre extint dels embritòpodes. Anteriorment contenia un altre grup extint, els desmostils, però una anàlisi cladística publicada el 2014 els transferí a l'ordre dels perissodàctils.